# 濱健夫 (植物学者)
濱 健夫（はま たけお、1901年（明治34年）11月26日 - 1984年（昭和59年）4月13日）は、日本の植物学者、細菌学者。専門は海洋や温泉に含まれる硫黄細菌の研究。妻は宗教家の金森通倫の五女・壽々枝。義弟（妹の夫）は元八幡市長の守田道隆。

## 経歴
長野県諏訪郡中洲村（現諏訪市）出身。東京高等師範学校附属小学校、旧制甲府中学、旧制一高を経て、1925年東京帝国大学理学部植物学科を卒業し、広島高等師範学校教授。1943年日本大学教授、理学博士号取得、勲四等瑞宝章受章。1949年明治学院大学教授。
1916年、日本基督教会山梨教会で金井為一郎から洗礼を受けた。聖書中に出てくる植物に関する研究考察や、キリスト教信仰と自然科学との関係を論じた論文も多い。

## 著書
- 植物形態学講和
- 中等植物学
- 植物形態学